# Stadtspeicher

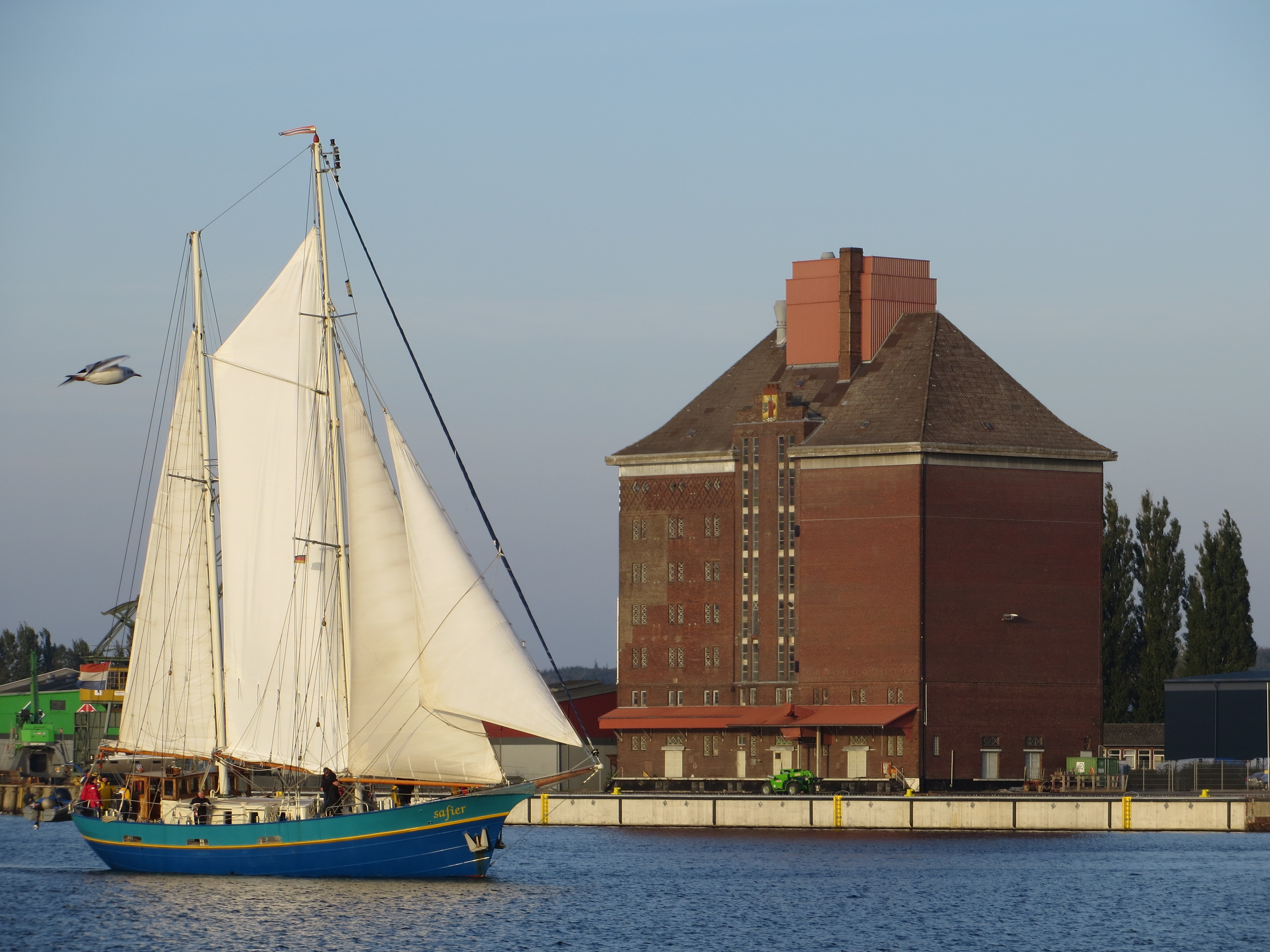
Der 1923 errichtete Silo am ehemaligen Freihafen am Harniskai (2013)

Der Stadtspeicher in Flensburg-Fruerlund liegt unmittelbar an der Wasserkante des Flensburger Hafens. Er gehört zu den Kulturdenkmalen der Stadt.

## Hintergrund
Der 38,50 Meter hohe Speicher wurde 1923 als städtischer Getreidespeicher nach Plänen von Paul Ziegler und Theodor Rieve errichtet. Auf Grund seiner Lage am Ostufer beim zeitgleich eingerichteten Freihafen wurde er in der Folgezeit auch Freihafen-Silo genannt, wobei der benachbarte Hübsch-Speicher (1939 errichtet) wesentlich näher am Freihafenbereich liegt. Dem Stadtspeicher wurde die Adresse Harniskai 22 zugeordnet. Während der Luftangriffe auf Flensburg diente der Stadtspeicher oder der benachbarte Hübsch-Speicher oder beide als Standort eines 2-cm-Flakgeschützes. (Die genaue Flak-Position ist unklar.) Zum Ende des Zweiten Weltkriegs lag der Stadtspeicher am Rand des Sonderbereichs Mürwik. Kurz nach dem Krieg wurde der Stadtspeicher im Zuge des Kielsenger Explosionsunglücks im Juni 1945 stark beschädigt.
In neuerer Zeit wurde der Silo auch Habro-Speicher genannt, nach der Firma Habro Flensburg Silo GmbH & Co. KG; 1985/1986 wurde der Südteil sowie der südliche Abschnitt der Westfassade in schlichter Form erneuert. Der dekorative, expressionistisch gestaltete Fries des Silos fehlt seitdem. Der ursprünglich klinkerverblendete Dachaufsatz des Silos wurde 1993 durch eine Trapezblechverkleidung in seiner Gestalt stark verändert. 2017 wurde der Umbau des Silos zu einem Bürohaus vorgeschlagen. Ein Jahr später wurde der Antrag durch die Flensburger Ratsfraktionen gegen die Stimmen von CDU und FDP abgewiesen. Das Baudenkmal soll erst saniert werden, wenn eine Gesamtplanung für den Hafenbereich vorliegt.

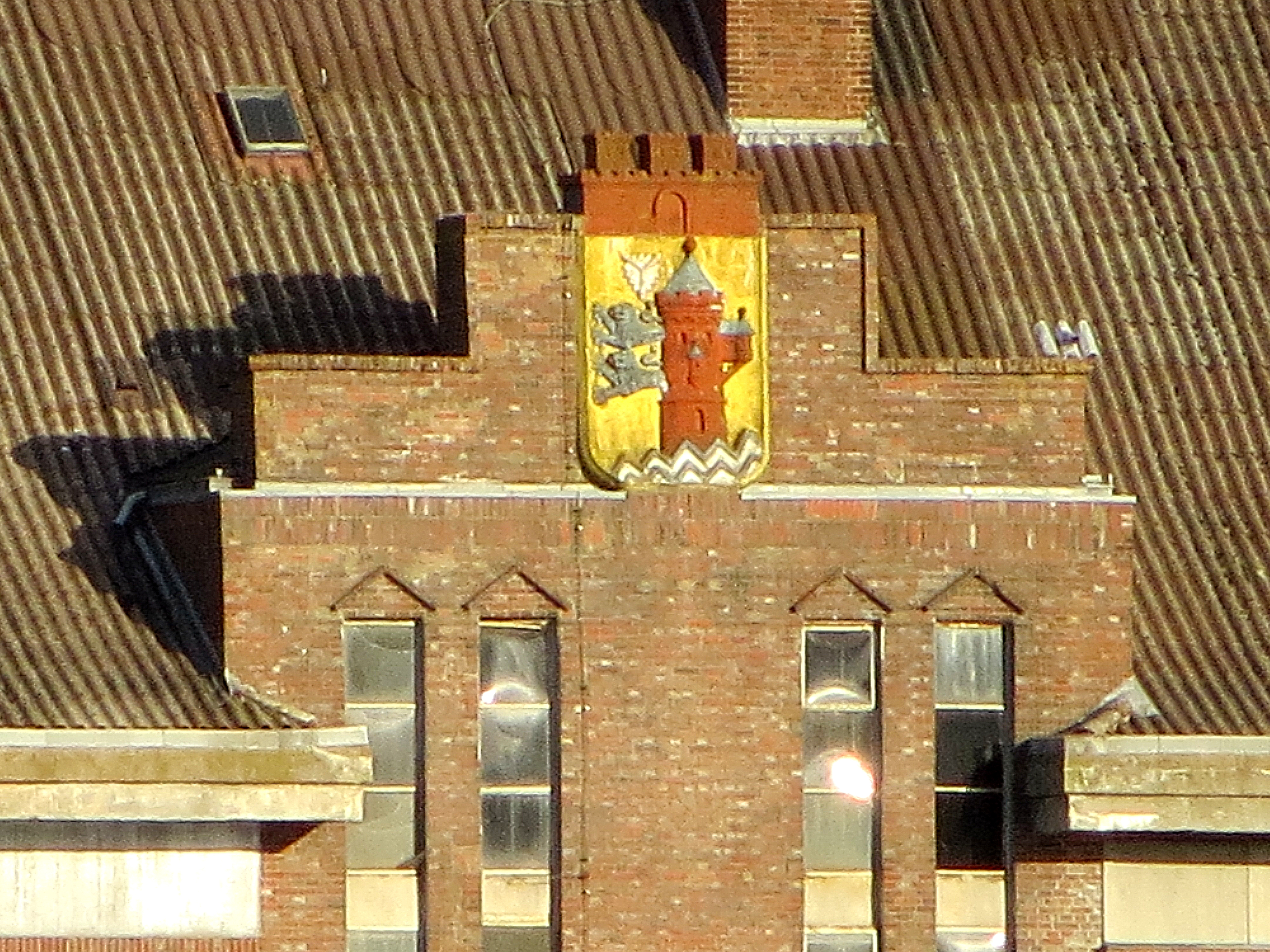
Während der Errichtung des Speichers wurde an der Fassade zur Wasserseite ein Flensburger Stadtwappen angebracht.
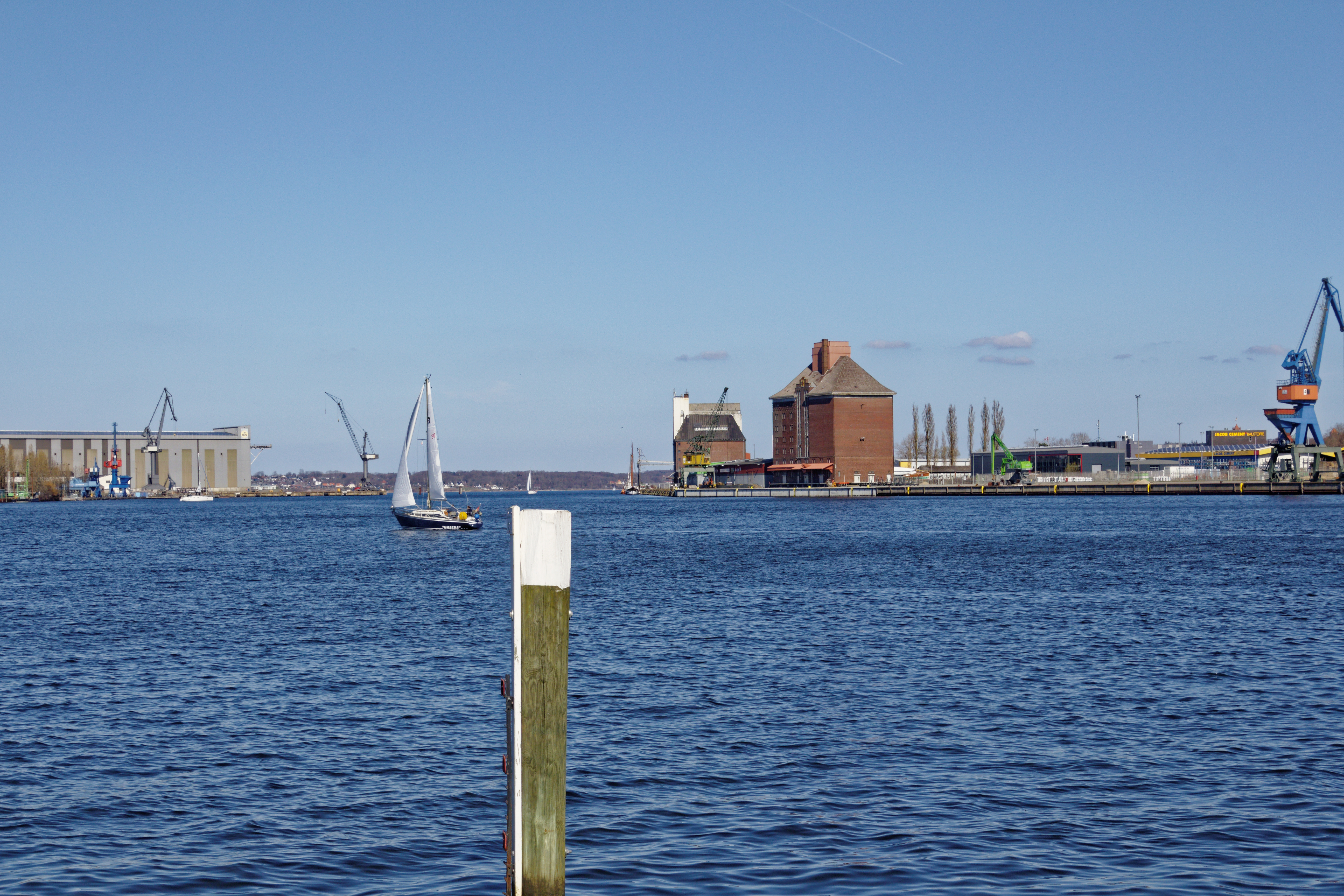
Ein Stück weiter nördlich steht der sogenannte Hübsch-Speicher (Backsteinbau mit zugehörigem hohem Betonspeicher).
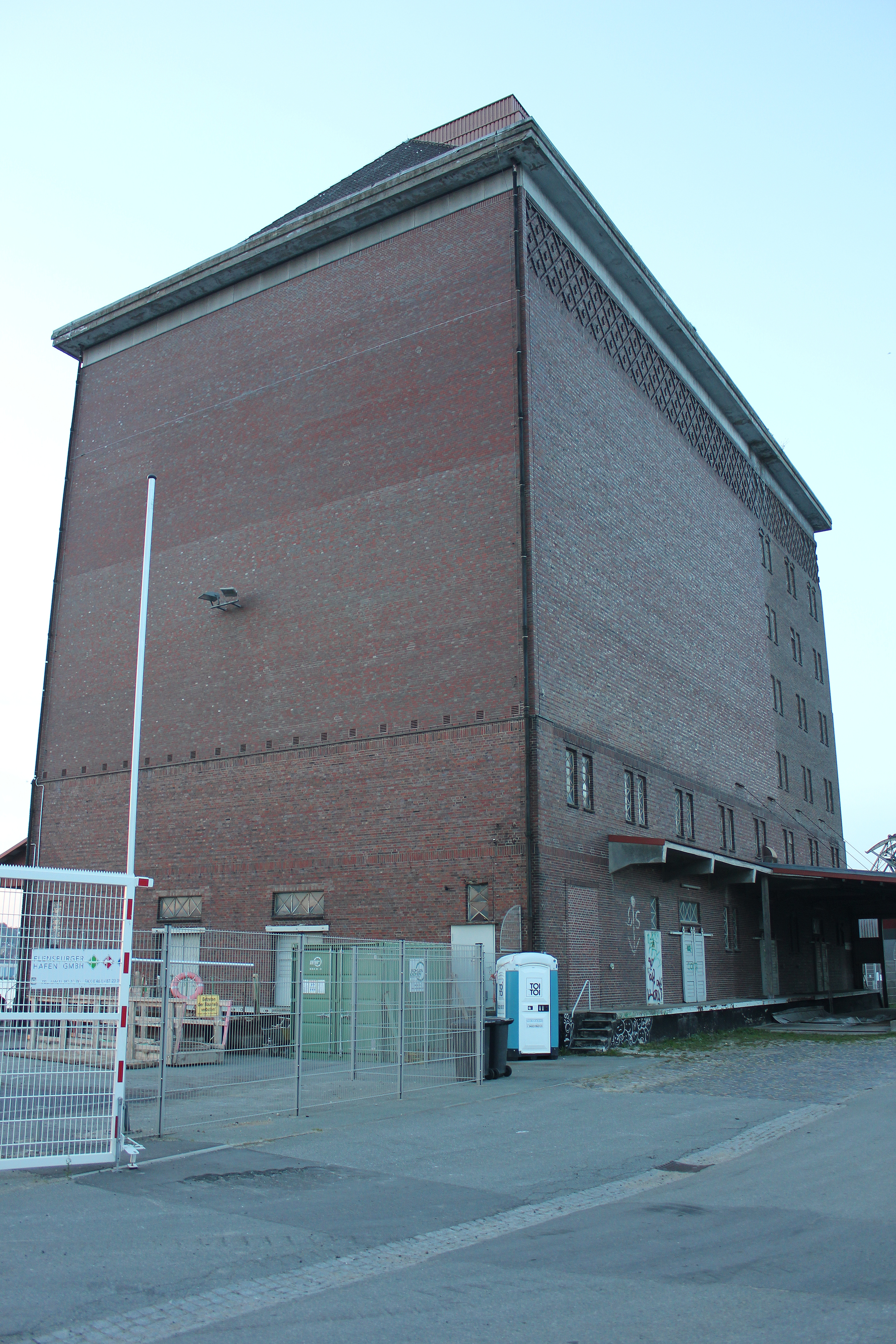
Die Südseite im Bildvordergrund wurde Mitte der 1980er Jahre neu gemauert. Die aufwendigere Nordseite war die Seite, die beim Explosionsunglück beschädigt wurde.